# ロッキン・ロール・ベイビー
『ロッキン・ロール・ベイビー』（Rockin' Roll Baby）は、1977年8月10日に発売されたアン・ルイスの2枚目のカバー・アルバム。発売元はビクターレコード。LPの規格品番はSJX-8532。

## 概要
これまで発表したアルバムの中から、オールディーズ・カヴァーを中心に収録された企画アルバム。主にアルバム『恋を唄う』と『ハネムーン・イン・ハワイ』からの選曲が多くなっている。
2018年3月7日には、発売からおよそ39年の年月を経て初のCD化が紙ジャケット仕様にて実現。アルバム未収録シングル「甘い予感」のA・B面曲がボーナス・トラックとして追加されている。品番はVICL-64962。2018年3月7日には、MEG-CDとしての発売も開始された。

## 収録曲

### LP・CT

#### Side A
1. 恋の日記　The Diary
作詞・作曲: H. Greenfield, N. Sedaka / 編曲: 穂口雄右
  - アメリカ合衆国のシンガーソングライター、ニール・セダカのカバー。アルバム『恋を唄う』収録曲。
2. 肩にほほをよせて　Put Your Head On My Shoulder
作詞・作曲: Paul Anka / 編曲: 穂口雄右
  - アメリカ合衆国の男性ヴォーカル・トリオ、レターメンのカバー。アルバム『恋を唄う』収録曲。
3. 君はわが運命　You Are My Destiny
作詞・作曲: Paul Anka / 編曲: 穂口雄右
  - カナダ出身のシンガーソングライター、ポール・アンカのカバー。アルバム『恋を唄う』収録曲。
4. ロコモーション　The Locomotion
作詞: Gerry Goffin / 作曲: Carole King / 編曲: 竜崎孝路
  - アメリカのミュージシャン、リトル・エヴァのカバー。アルバム『ハネムーン・イン・ハワイ』収録曲。
5. 悲しき雨音　Rhythm In The Rain
作詞・作曲: John Gummoe / 編曲: 穂口雄右
  - アメリカ合衆国のバンド、カスケーズのカバー。アルバム『恋を唄う』収録曲。
6. ビー・マイ・ベイビー　Be My Baby
作詞・作曲: P. Spector, E. Greenwich, J. Barry / 編曲: 穂口雄右
  - ニューヨーク出身の女性歌手グループ、ザ・ロネッツのカバー。アルバム『恋を唄う』収録曲。

#### Side B
1. ロッキン・ロール・ベイビー　Rockin' Roll Baby
作詞：T. Bell / 作曲：L. Creed / 編曲: 竜崎孝路
  - アメリカのブラックミュージックグループ、ザ・スタイリスティックスのカバー。アルバム『ハネムーン・イン・ハワイ』収録曲。
2. プリーズ・ミスター・ポストマン　Please Mr. Postman
作詞・作曲: W. Garrett, B. Holland, F. Gorman, G. Dobbins, R. Bateman / 編曲: 穂口雄右
  - アメリカ合衆国の女性コーラス・グループ、マーヴェレッツのカバー。アルバム『ハネムーン・イン・ハワイ』収録曲。
3. ジャンバラヤ　Jambalaya
作詞・作曲：Hank Williams / 編曲: 竜崎孝路
  - アメリカのカントリーシンガー、ハンク・ウィリアムズのカバー。アルバム『ハネムーン・イン・ハワイ』収録曲。
4. メリー・ジェーン　Mary Jane
作詞・作曲: つのだひろ / 編曲: 竜崎孝路
  - つのだ☆ひろのカバー。アルバム『ハネムーン・イン・ハワイ』収録曲。
5. 10番街の殺人　Slangter On Tenth Avenue
作詞: 千家和也 / 作曲: Richard Rodgers / 編曲: 川口真
  - 原曲は、1936年のブロードウェイ・ミュージカル『オン・ユア・トウズ』使用曲。後にザ・ベンチャーズがカバーした。アルバム『雨の御堂筋 / アン・ルイス・ベンチャーズ・ヒットを歌う』収録曲。
6. 急がば廻れ　Walk Don't Run
作詞: 千家和也 / 作曲: John Smith / 編曲: 川口真
  - 原曲は、アメリカ合衆国のジャズ・ギタリスト、ジョニー・スミスが作曲したインストゥルメンタル曲。後にザ・ベンチャーズがカバーした。アルバム『雨の御堂筋 / アン・ルイス・ベンチャーズ・ヒットを歌う』収録曲。
7. さすらいのギター　Mandschurian Beat
作詞: P. D. / 作曲: J. A. Schatrow / 訳詞: 千家和也 / 編曲: 川口真
  - 小山ルミのカバー。原曲は、ザ・ベンチャーズのインストゥルメンタル曲。アルバム『雨の御堂筋 / アン・ルイス・ベンチャーズ・ヒットを歌う』収録曲。

### ロッキン・ロール・ベイビー+2
1. 恋の日記
2. 肩にほほをよせて
3. 君はわが運命
4. ロコモーション
5. 悲しき雨音
6. ビー・マイ・ベイビー
7. ロッキン・ロール・ベイビー
8. プリーズ・ミスター・ポストマン
9. ジャンバラヤ
10. メリー・ジェーン
11. 10番街の殺人
12. 急がば廻れ
13. さすらいのギター

#### ボーナス・トラック
1. 甘い予感
作詞・作曲: 松任谷由実 / 編曲: 松任谷正隆
  - 13枚目のシングルA面曲。
2. 青春の一ページ
作詞・作曲: J. M. Rivat A. Chamfort / 訳詞: なかにし礼 / 編曲: 若草恵
  - 「甘い予感」のB面曲。

## 参考資料
- アン・ルイスの初期アルバム7タイトルがCD化！  – 大人のMusicCalendar
- アン・ルイス、初期アルバム7作品が紙ジャケ仕様で復刻  –  音楽ナタリー
- アン・ルイス、1972～1977年にリリースした初期アルバム6作を配信開始  – OKMUSiC